# Paradrina arenacea
Paradrina arenacea là một loài bướm đêm trong họ Noctuidae.